# Avrillé (Wandea)
Avrillé – miejscowość i gmina we Francji, w regionie Kraj Loary, w departamencie Wandea.
Według danych na rok 1990 gminę zamieszkiwały 1004 osoby, a gęstość zaludnienia wynosiła 40 osób/km² (wśród 1504 gmin Kraju Loary Avrillé plasuje się na 578. miejscu pod względem liczby ludności, natomiast pod względem powierzchni na miejscu 399.).